# Aleksota (dzielnica Kowna)
Aleksota (lit. Aleksoto seniūnija) – lewobrzeżna dzielnica administracyjna Kowna, położona na południowy zachód od Śródmieścia, na lewym brzegu Niemna; obejmuje Aleksotę, Fredę, Koźliszki, Marwiankę; pełni funkcje mieszkaniowe.
Na Aleksocie znajduje się II fort Twierdzy Kowno. W Aleksocie powstał też pierwszy kowieński most podczas przeprawy wojsk napoleońskich w 1812 r. Obecny most aleksocki (Most Witolda Wielkiego) został zbudowany w 1930 r.
W 1861 przy moście na Niemnie odbyła się kilkudziesięciotysięczna Manifestacja Jedności Rzeczypospolitej Obojga Narodów w Kownie w 1861 roku. W czasach Królestwa Polskiego istniała wiejska gmina Aleksota.

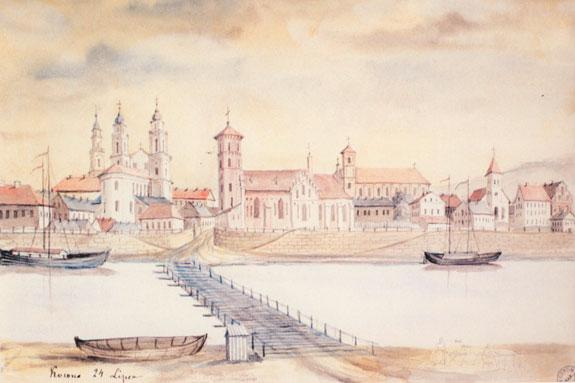
Most aleksocki w połowie XIX w. według Napoleona Ordy. Widok na Kowno.

## Ludzie związani z Aleksotą
- Hermann Minkowski
- Oskar Minkowski
- Wiktor Sukiennicki